# Claudia Goldin
Claudia Dale Goldin (født 14. maj 1946 i New York City) er en amerikansk økonomisk historiker og arbejdsmarkedsøkonom, der er professor i økonomi ved Harvard University. I 2023 fik hun Nobelprisen i økonomi for sin forskning om kønsforskelle på arbejdsmarkedet.
Goldin er meddirektør for NBER's "Gender in the Economy Study Group" og var direktør for NBER's Development of the American Economy-program fra 1989 til 2017. Goldins forskning dækker en bred vifte af emner, herunder den kvindelige arbejdsstyrke, kønsforskelle i indkomst, indkomstulighed, teknologiske forandringer, uddannelse og indvandring. Det meste af hendes forskning fortolker nutiden gennem fortidens linse og udforsker oprindelsen af aktuelle problemstillinger. Hendes nyligt afsluttede bog Career & Family: Women's Century-Long Journey toward Equity blev udgivet den 5. oktober 2021.
Goldin var formand for American Economic Association i det akademiske år 2013-14. I 1990 blev Goldin den første fastansatte kvindelige forsker ved Harvards institut for økonomi.

## Tidligt liv og uddannelse
Goldin blev født i New York City i 1946 i en jødisk familie og voksede op i Parkchester boligkompleks i Bronx. Som barn var hun fast besluttet på at blive arkæolog, men da hun læste Paul de Kruifs Mikrobejægerne (1927) i ungdomsskolen, blev hun tiltrukket af bakteriologi. Som high school junior gennemførte hun et sommerskolekursus i mikrobiologi på Cornell University, og efter at have afsluttet sin eksamen fra Bronx High School of Science startede hun på Cornell University med den hensigt at studere mikrobiologi.
I sit andet år tog hun en klasse med Alfred Kahn, "hvis fulde glæde ved at bruge økonomi til at afsløre skjulte sandheder gjorde for økonomien, hvad Paul de Kruifs historier havde gjort for mikrobiologien." Hun blev fascineret af regulering og industriøkonomi, de emner, der interesserede Kahn, og hun skrev sin bacheloropgave om regulering af kommunikationssatellitter. Efter at have opnået sin BA i økonomi fra Cornell startede Goldin på Ph.D.-programmet i økonomi ved University of Chicago for at studere industriøkonomi. Hun begyndte sit Ph.D.-program indenfor feltet, men efter at Gary Becker kom til Chicago, tilføjede hun arbejdsmarkedsøkonomi og greb derefter til økonomisk historie med Robert Fogel. Hun skrev sin Ph.D.-afhandling om slaveri i amerikanske byer og i Sydstaterne før borgerkrigen. Hun modtog en Ph.D. i 1972. Derefter underviste Goldin ved University of Wisconsin-Madison, Princeton University og University of Pennsylvania, før hun kom til Harvard University i 1990, hvor hun var den første kvinde, der fik tilbudt en fast forskerstilling på Harvards institut for økonomi.

## Karriere
Efter at have færdiggjort sin Ph.D.-grad underviste Goldin ved University of Wisconsin, Madison. Hun skiftede til Princeton University i 1972 og til University of Pennsylvania i 1979, hvor hun blev fastansat professor. Hun kom til Økonomisk Institut på Harvard University i 1990, hvor hun var den første kvinde, der blev tilbudt ansættelse. Goldin har været tilknyttet National Bureau of Economic Research (NBER) lige siden 1978.
Goldin var formand for American Economic Association i 2013/14 og formand for Economic History Association i 1999/2000. Hun er blevet valgt til fellow i adskillige organisationer, herunder American Academy of Political and Social Science, Society of Labor Economists, Econometric Society og American Academy of Arts and Sciences. Hun er medlem af det amerikanske National Academy of Sciences. Hun har modtaget adskillige æresdoktorgrader, blandt andet fra University of Nebraska, Lunds Universitet, European University Institute, Universität Zürich, Dartmouth College og University of Rochester. Hun var redaktør af Journal of Economic History fra 1984 til 1988, og redaktør af NBER's Long-term Factors in Economic Development Monograph Series fra 1990 til 2017.
I 2015 tog Goldin med finansiering fra Alfred P. Sloan Foundation initiativ til Undergraduate Women in Economics (UWE) Challenge for at forstå, hvorfor andelen af kvinder blandt økonomistuderende var lav. Hun foretog et randomiseret kontrolleret forsøg med tyve institutioner som behandlede grupper og andre som kontrolgrupper for at se, om billige tiltag kunne øge antallet af kvindelige økonomistuderende.

## Forskning
Goldin er bedst kendt for sit historiske arbejde om kvinder og økonomi. Hendes mest indflydelsesrige artikler på dette område har omhandlet historien om kvinders søgen efter karriere og familie, ikke-kønsopdelt videregående uddannelse, virkningen af P-pillen på kvinders karriere og ægteskabsbeslutninger, kvinders efternavne efter ægteskab som en social indikator, årsagerne til hvorfor kvinder nu udgør over halvdelen af universitetsstuderende, og den nye livscyklus for kvinders beskæftigelse.
Goldin begyndte sin karriere med at forske i historien om de amerikanske sydstaters økonomi. Hendes første bog Urban Slavery in the American South havde været hendes Ph.D.-afhandling ved University of Chicago. Sammen med afdøde Frank Lewis skrev hun den meget citerede artikel "The Economic Cost of the American Civil War" i 1978. Hun arbejdede senere sammen med Kenneth Sokoloff om tidlig industrialisering i USA og den rolle, som kvindelige arbejdere, børnearbejde og indvandrer- og arbejderfamilier spillede heri. På det tidspunkt indså hun, at kvindelige arbejdere stort set var blevet overset i den økonomiske historie, og hun satte sig for at studere, hvordan den kvindelige arbejdsstyrke udviklede sig, og dens rolle i økonomisk vækst. Hendes vigtigste artikler fra denne forskningsindsats omfatter Monitoring Costs and Occupational Segregation by Sex (1987), Life Cycle Labor Force Participation of Married Women (1989) og Role of World War II in the Rise of Women's Employment (1991). Hendes bog Understanding the Gender Gap: An Economic History of American Women (1990) fortalte historien om stigningen i kvinders beskæftigelse i USA fra det attende århundrede til slutningen af det tyvende århundrede, dens rolle i økonomisk vækst, og hvorfor kønsforskelle har eksisteret i indtjening og beskæftigelse og fortsætter med at eksistere.
Efter at have skrevet sin bog om den kvindelige arbejdsstyrkes økonomiske historie satte Goldin sig for at forske i historien om amerikansk uddannelse. Hun begyndte med en række artikler om high school-bevægelsen og udformningen af videregående uddannelser i USA, der kulminerede i hendes formandstale for Economic History Association, "The Human Capital Century and American Leadership: Virtues of the Past" (2001). Hun arbejdede derefter sammen med Lawrence Katz for at forstå historien om økonomisk ulighed i Amerika og forbindelsen til uddannelsesmæssige fremskridt. Deres forskning resulterede i mange artikler om emnet og kulminerende med udgivelsen af "The Race between Education and Technology" (2008). Ægteparret arbejdede også sammen om at bestemme værdien af en universitetsuddannelse på arbejdsmarkedet i deres 2016-udgivelse "The Value of Postsecondary Credentials in the Labor Market: An Experimental Study".
Goldin har også forsket i tilblivelsen af indvandringsrestriktioner, skabelsen af arbejdsløshedsforsikringen i USA og pressens rolle i begrænsningen af korruption.
Indenfor arbejdsområdet køn er "Orchestrating Unpartiality: The Effect of 'Blind' Auditions on Female Musicians" (med Rouse, 2000) blandt hendes mest citerede artikler. "The Power of the Pill: Oral Contraceptives and Women's Career and Marriage Decisions" (med Katz, 2002) og "The U-Shaped Female Labour Force Function in Economic Development and Economic History" (1995)  er andre af Goldins banebrydende artikler. Hun begyndte derefter at fokusere på college-kvinders søgen efter karriere og familie og årsagerne til de vedvarende kønsforskelle i indtjening. Hendes formandstale fra American Economic Association, "A Grand Gender Convergence: Its Last Chapter" gav et bud på, hvad der er nødvendigt at ændre for at få ligestilling mellem mænd og kvinder på arbejdsmarkedet. Hendes bog "Career & Family: Women's Century-Long Journey toward Equity" indeholder hele historien og afsluttes med pandemiens indvirkning på kvinders karrierer og parforhold.

## Privatliv
Goldin er gift med Harvard-økonomen Lawrence F. Katz. Hun har haft Golden Retrievere lige siden 1970, begyndende med Kelso. Pika, deres nuværende hund, har været terapihund på et lokalt plejehjem. Goldin og Katz er ivrige fuglefolk og vandrere.

## Hædersbevisninger
- 2005 Carolyn Shaw Bell Award fra American Economic Association[7]
- 2008 RR. Hawkins Award, The Professional and Scholarly Publishing Division i Association of American Publishers
- 2008 Richard A. Lester-prisen for "den fremragende bog" i industri- og arbejdsøkonomi
- 2009 Richard A. Lester-prisen for "den fremragende bog" i industri- og arbejdsøkonomi
- 2009 Mincer-pris fra Society of Labor Economists
- 2009 John R. Commons Award fra Omicron Delta Epsilon[8]
- 2016 IZA-prisen i arbejdsøkonomi "for hendes karrierelange arbejde med kvinders økonomiske historie under uddannelse og på arbejdsmarkedet"[9]
- 2019 BBVA Foundation Frontiers in Knowledge Award i kategorien økonomi, finansiering og ledelse for hendes bidrag til kønsgab-analyse[10]
- Clarivate Citation Laureate i økonomi
- 2020 Erwin Plein Nemmers pris i økonomi[11]
- 2021 Society for Progress-medaljen
- 2021 Richard A. Lester Book Award for enestående bog i industri- og arbejdsøkonomi
- Visionær pris 2022 fra Council of Economic Education